# Зикилиа
Зикилиа (груз. ზიკილია) — село в Грузии, на территории Ахалцихского муниципалитета края (мхаре) Самцхе-Джавахети.

## География
Село находится в южной части Грузии, на левом берегу реки Куры, на расстоянии приблизительно 9 километров (по прямой) к северо-востоку от города Ахалцихе, административного центра муниципалитета. Абсолютная высота — 971 метр над уровнем моря.

## Население
По результатам официальной переписи населения 2014 года, в Зикилии проживало 412 человек (208 мужчин и 204 женщины). В национальной структуре населения грузины составляли 99,5 %, армяне — 0,25 %, русские — 0,25 %.
| Год  | Население, человек |
| ---- | ------------------ |
| 2002 | 421                |
| 2014 | ↘ 412              |